# Cantón de Houeillès
El cantón de Houeillès era una división administrativa francesa, que estaba situada en el departamento de Lot y Garona y la región de Aquitania.

## Composición
El cantón estaba formado por siete comunas:
- Allons
- Boussès
- Durance
- Houeillès
- Pindères
- Pompogne
- Sauméjan

## Supresión del cantón de Houeillès
En aplicación del Decreto n.º 2014-257 de 26 de febrero de 2014, el cantón de Houeillès fue suprimido el 22 de marzo de 2015 y sus 7 comunas pasaron a formar parte del nuevo cantón de Los Bosques de Gascuña.